# Never Ever (cântec de Ciara)
„Never Ever” este un cântec al interpretei americane Ciara. Piesa a fost compusă de Polow Da Don și Elvis Williams, fiind inclusă pe cel de-al treilea material discografic de studio al artistei, Fantasy Ride. Înregistrarea a fost lansată ca primul single al albumului în luna ianuarie a anului 2009 în Statele Unite ale Americii. „Never Ever” a fost promovat doar în Statele Unite ale Americii, în timp ce la nivel mondial a fost lansată piesa „Love Sex Magic”.
Cântecul a primit o serie de recenzii pozitive fiind considerat cea mai slabă piesă a discului Fantasy Ride.  „Never Ever” a intrat în clasamente din S.U.A unde a obținut clasări mediocre.

## Lista cântecelor
Disc single distribuit prin iTunes
- „Never Ever” - 4:32

## Clasamente
| Clasament                       | Poziția maximă | Referință |
| ------------------------------- | -------------- | --------- |
| Japonia Singles Chart           | 53             | [ 8 ]     |
| Sweden Singles Chart            | 25             | [ 9 ]     |
| Billboard Hot 100               | 66             | [ 7 ]     |
| Billboard Hot R&B/Hip-Hop Songs | 9              | [ 10 ]    |
| Billboard Hot Ringtones         | 20             | [ 7 ]     |
| Billboard Rythmic Top 40        | 33             | [ 11 ]    |
| Billboard Hot Digital Songs     | 71             | [ 11 ]    |